# Ebolowa
Ebolowa é uma cidade dos Camarões capital na província de Sud.
Ebolowa é também a capital do departamento de Mvila.